# Haemaphysalis anomaloceraea
Haemaphysalis anomaloceraea este o specie de căpușe din genul Haemaphysalis, familia Ixodidae, descrisă de H. T. Teng în anul 1984. Conform Catalogue of Life specia Haemaphysalis anomaloceraea nu are subspecii cunoscute.